# 海宁州 (江苏省)
海宁州，中国元朝时设置的州。
海宁州是唐朝、宋朝以来的海州。宋朝隶属于淮南东路。元世祖至元十五年（1278年）升为海州路总管府，之后改为海宁府，未几降为海宁州，隶属于淮安路。开始设录事司。至元二十年（1283年），录事司与东海县并入朐山县。领三县：朐山县、沭阳县、赣榆县。治所在朐山县（今江苏连云港市西南海州镇）。辖境相当今江苏省连云港市、赣榆区、沭阳县等地。明朝洪武初年改为海州。